# لویی پاستور
لویی پاستور (به فرانسوی: Louis Pasteur) (زاده ۲۷ دسامبر ۱۸۲۲ – درگذشته ۲۸ سپتامبر ۱۸۹۵)، از شیمی‌دانان و زیست‌شناسان مشهور فرانسوی است. شهرت وی مدیون ارائه تئوری جرم و رد نظریه ارسطو بود. همچنین عمل پاستوریزه‌کردن که از نام او گرفته شده، از ابداعات این دانشمند نامدار است. پاستور نخستین کسی است که پی به واگیردار بودن سیاه‌زخم گوسفندان برد. برجسته‌ترین کار این دانشمند شیمی کشف واکسن هاری (این بیماری به هیچ وجه، هیچ درمانی ندارد و بهترین و موثرترین راه همین واکسیناسیون در صورت گازگرفته شدن فرد است) برای جلوگیری از مرض وحشت‌آور هاری است.
اکتشافات پزشکی وی پشتیبانی مستقیمی از نظریه میکروب بیماری و کاربرد آن در پزشکی بالینی فراهم کرد. وی بیشتر به خاطر اختراع تکنیک درمان شیر و شراب برای جلوگیری از آلودگی باکتریایی در بین عموم مردم شناخته شده است، فرایندی که اکنون پاستوریزاسیون نامیده می‌شود. وی به همراه فردیناند کوهن و رابرت کوخ به عنوان یکی از سه بنیانگذار اصلی باکتری‌شناسی شناخته می‌شود و «پدر باکتری‌شناسی» و «پدر میکروب‌شناسی»، اگرچه درخواست تجدید نظر در مورد آنتونی ون لیوانوک نیز اعمال شده است.
پاستور مسئول انکار نظریه نسل خود به خودی بود. وی آزمایش‌هایی را انجام داد که نشان داد بدون آلودگی، میکروارگانیسم‌ها نمی‌توانند ایجاد شوند. تحت نظارت آکادمی علوم فرانسه، وی نشان داد که در بالن و مهر و موم شده، هیچ چیز هیچ وقت توسعه نیافته است؛ و بِالعکس، در بالن باز، میکروارگانیسم‌ها می‌توانند رشد کنند. اگرچه پاستور اولین کسی نبود که نظریه میکروب را مطرح کرد، اما آزمایش‌های وی صحت آن را نشان داد و بیشتر اروپا را به صحت آن متقاعد کرد.
امروز، او اغلب به عنوان یکی از پدران نظریه میکروب شناخته می‌شود. پاستور در شیمی، به ویژه از نظر مولکولی برای عدم تقارن بلورهای خاص و نژادزدایی، به کشف قابل توجهی دست یافت. در اوایل کار او، تحقیقات او در مورد اسید تارتاریک منجر به اولین تفکیک آنچه اکنون ایزومرهای نوری نامیده می‌شود، شد. کار او منجر به درک فعلی یک اصل اساسی در ساختار ترکیبات آلی شد.
او مدیر انستیتو پاستور بود که در سال ۱۸۸۷ تأسیس شد، تا زمان مرگش، و بدن او در یک خرک زیر مؤسسه به خاک سپرده شد. اگرچه پاستور آزمایش‌های پیشگامانه ای انجام داد، شهرت او با جنجال‌های مختلفی همراه شد. ارزیابی مجدد تاریخی دفترچه وی نشان داد که وی برای غلبه بر رقبای خود طرفندهایی انجام داده است.

## خلاصه زندگی
لویی پاستور در ۲۷ دسامبر ۱۸۲۲ در شاتو ویله نوولتان از ایالت ژورا زاده شد. پدرش رنگرز فقیری بود، در خانواده یک گروهبان مستعفیِ ارتش شکست خورده ناپلئون بنام ژان ژوزف پاستور به‌دنیا آمد. جد او به شغل دباغی مشغول بود. در دانشسرای عالی پاریس تحصیلات خود را به پایان رسانید. او در دوران تدریس فیزیک در دیژون و آموزش شیمی در استرانبورگ همه‌اش در اندیشه کشف آفت آبجو و شراب بود؛ زیرا تا آن موقع علت آن را نمی‌دانستند و پیوسته ذهنشان مشغول آن بود. پاستور از کوشش بی فرجام همکارانش نومید نشد و سرانجام دریافت که ذرات زنده‌ای عامل حقیقی این تحولات هستند. او در سال ۱۸۷۲ کتاب معروفش را دربارهٔ تخمیر نوشت و از آن پس سازندگان آبجو دستور او را به کار بستند. در ۱۸۶۵ کرم ابریشم در فرانسه دچار مرض می‌شد و از میان می‌رفت و صنعت ابریشم‌سازی زیان می‌دید. پاستور همراه دوستش دوما بر این مهم همت گماشت. آنان پس از مدتی دریافتند که یک نوع باسیل موذی موجب آن همه آفت است و بدین ترتیب راه کشتنش آسان گردید. کشت میکروب‌ها از ابداعات اوست. هفتای میکروب را می‌کاشت بعد به احشام تزریق می‌کرد و با این کار جان هزاران گاو و گوسفند را نجات می‌داد این شیوه را دربارهٔ مرغ به کار بست که سود مند افتاد. پاستور برای درمان هاری با حوصله ای ستودنی دل به کار بست و آزمایش‌های فراوانی روی سگ انجام داد و دلیرانه برای نخستین بار نتیجهٔ تحقیق خود را بر روی انسان آزمود (۱۸۸۵). سه سال بعد انستیتو پاستور در پاریس بنیاد گذاشته شد و سپس از روی آن نمونه‌های زیادی در دنیا ایجاد گردید. این موسسات تاکنون جان میلیون‌ها تن را از مرگ نجات داده‌اند. پاستور مردی ساده و مهربان بود غرضی جز خدمت به دانش و انسان نداشت و از اغراض دنیوی منزه بود. مرگ این دانشمند خیر خواه در حوالی پاریس در سال ۱۸۹۵ رخ داد.

## تولد و تحصیل

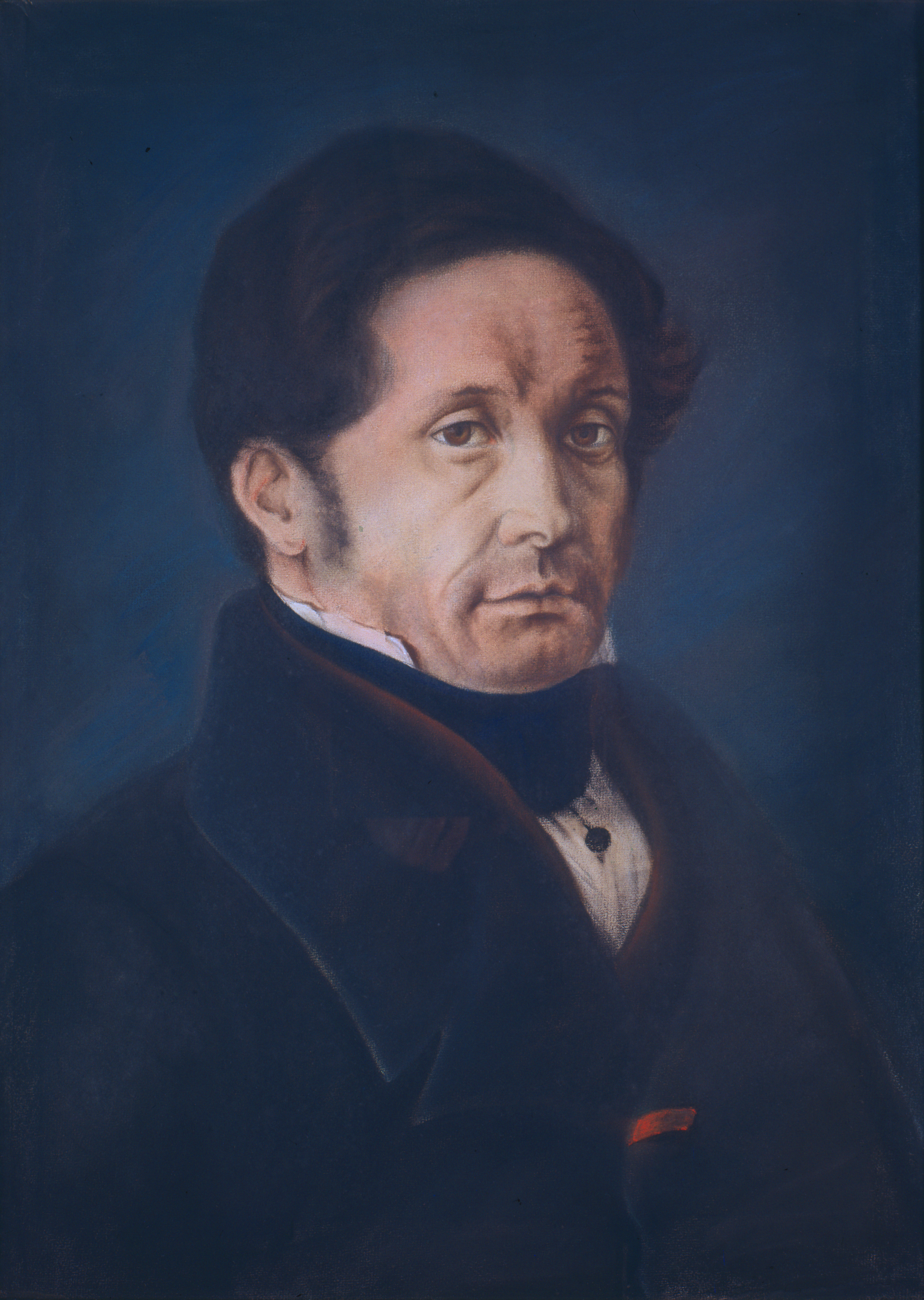
فرانسواز فولیوت

لوئی پاستور پس از گذراندن دو سال تحصیل در دوره دبستان به‌عنوان شاگرد روزانه وارد کولژآربوا شد.
او در سال‌های اولیه دانشجویی متوسط بود و به خصوص دانشگاهی نبود، زیرا علاقه‌هایش ماهیگیری و طراحی بود. او نقاشی‌های بسیار زیادی از پدر و مادر، دوستان و همسایگان خود نقاشی کرده است. پاستور در دبیرستان در کالج d'Arbois تحصیل کرد. در اکتبر ۱۸۳۸، وی برای پیوستن به Barbet Pension به پاریس عزیمت کرد، اما دلتنگ شد و در نوامبر بازگشت.
او دانش‌آموزی متوسط بااستعدادی چشم‌گیر در رشته هنر شناخته می‌شد. در سال ۱۸۴۳ برای بار دوم در آزمون ورودی مدرسه عالی فرانسه شرکت و پس از اتمام تحصیلات، در سن ۲۶ سالگی (۱۸۴۸) به سمتِ استادی در رشته شیمی دانشگاه استراسبورگ پذیرفته شد. او با تهیه و نوشتن رساله‌هایی دربارهٔ فیزیک و شیمی درجه دکترایِ خود را گرفت. وی در این زمان با نوشتن نامه‌ای به‌رئیس دانشگاه استراسبورگ و کسبِ موافقت وی، در روز (۲۹ مه ۱۸۴۹) با دختر ۲۲ ساله وی ازدواج می‌نماید. لویی پاستور در این هنگام ۲۶ سال داشت.
همسر جوان لویی پاستور، با حمایت از فعالیت‌های علمی شوهرش، مسؤلیت کارهای اداری و دفتری را نیز به‌عهده می‌گیرد.

## خانواده
آنها دارای ۶ فرزند می‌شوند که سه دختر اول، قبل از رسیدن به‌سن بلوغ می‌میرند، دختر چهارم و پسری بنام ژان باپتیست از آن‌ها پا می‌گیرد که آن پسر بعدها سیاست‌مدار می‌شود. (ژان باپتیست در کودکی به وسیله پدرش از مرگ نجات یافته ولی ۵۰ سال بعد در سال ۱۹۴۰ که آلمان‌ها به فرانسه تاختند و می‌خواستند به‌سردابی که مقبرهٔ پاستور بود و پسرش نگهبانی آن را به عهده داشت به‌زور وارد شوند، با مقاومت روبرو شده و در این برخورد، ژان بابتیست جانش را از دست می‌دهد.)
پاستور پس از مدتی به فعالیت نورشناسی علاقه‌مند شده و به تحقیقات فراوانی نیز دست می‌زند.
پاستور تحقیقات خود را در مورد عمل تخمیر ادامه داد و در این راستا به نتایج مهمی دست یافت. او به‌این موضوع اساسی پی‌برد که تخمیر نتیجه فعالیت موجودات میکروسکپی و باکتری‌ها می‌باشد.
آزمایش‌های پاستور بر روی موادی مانند چغندر قند، سرکه، شراب و شیر و عصاره گوشت با موفقیت انجام شد و به فرضیهٔ خودانگیزه‌ای (خود به‌خودی) پایان بخشید. آزمایش پاستور به این ترتیب بود که مقداری عصارهٔ گوشت را درون یک ظرف شیشه‌ای ریخت و روی آن را با استفاده از درپوش بست و برای آزمایش کنترلی همان مقدار گوشت را درون یک ظرف دیگر به همان اندازه ریخت ولی درِ این یکی را نبست. پس از مدتی مشاهده کرد که آن ظرفی که درش باز بوده بوی بدی می‌دهد و مواد درون آن خراب شده در حالی که ظرفی که درپوش داشت بوی عصارهٔ گوشت را می‌داد و اصلاً خراب نشده‌بود. پس از این آزمایش او به این نتیجه رسید که هیچ ماده‌ای خودبه‌خود به وجود نمی‌آید بلکه حاصل واکنش دیگر موجودات است. همچنین او دریافت که موجودات زنده‌ای به نام باکتری در هوا وجود دارد و برای اطمینان پنبه‌ای را به عصارهٔ گوشت آغشته کرد و به عنوان درپوش درون سر شیشه‌ای که دارای عصارهٔ گوشت بود گذاشت. بعد از مدتی متوجه شد که پنبه سیاه شده است و به وجود باکتری‌ها در هوا یقین پیدا کرد. تلاش علمی این دانشمند بزرگ، جهشی نوین در دانش پزشکی محسوب شده و به عنوان راه‌گشای اکتشافات بعدی در تاریخ بشریت ثبت شده است.
پاستور نتایج مطالعات خود را در سوم اوت ۱۸۵۷ به‌آکادمی علوم در شهر لیل ارائه و فرضیهٔ خود را مبنی بر تأثیر موجودات ذره بینی و نفوذ اکسیژن در اجسام، و تجزیهٔ آن‌ها، اثبات نمود. کشف واکسن ضد هاری نیز از جمله دست‌آوردهای لویی پاستور است که تا به‌امروز مورد استفاده قرار می‌گیرد.

## مرگ
پاستور در سن ۷۳ سالگی در اثر عوارض سکتهٔ مغزی که اولین مورد آن در ۱۸۶۸ اتفاق افتاد و باعث فلج شدن سمت چپ بدنش شد، درگذشت. وی در تاریخ ۲۸ سپتامبر ۱۸۹۵ در نزدیکی پاریس درگذشت. مقبرهٔ او در زیرزمین انستیتو پاستور در پاریس می‌باشد.

## پیوند به‌بیرون
- وبگاه انستیتو پاستور فرانسه
- لویی پاستور در دانشنامه رشد
- لویی پاستور در بریتانیکا